# 짐 바쿠
짐 바쿠(James Gilmore Backus, 1913년 2월 25일 ~ 1989년 7월 3일)는 미국의 배우, 각본가, 성우, 작가, 텔레비전 배우, 영화배우이다.

## 영화
- 엔젤스 브리게이드 (1979년)
- 굿 가이스 (1979년)
- 꿈꾸는 낙원 (1978년)
- 사랑의 유람선 (1977년)
- 피터의 용 (1977년)
- 크레이지 마마 (1975년)
- 걸 모스트 라이크리 투 (1973년)
- 34번가의 기적 (1973년)
- 나우 유 씨 힘, 나우 유 돈 (1972년)
- 개구쟁이 6남매 (1969년)
- 웨어 워 유 웬 더 라이트 웬 아웃? (1968년)
- 빌리 (1965년)
- 길리건의 섬 (1964년)
- 마이 식스 러브스 (1963년)
- 휠러 딜러 (1963년)
- 뉴욕의 일요일 (1963년)
- 매드 매드 대소동 (1963년)
- 미스터 마구의 크리스마스 캐롤 (1962년)
- 미스터 마구 (1960년)
- 애스크 애니 걸 (1959년)
- 1001 아라비안 나이트  (1959년)
- 탑 시크릿 어페어 (1957년)
- 피리 부는 사나이 (1957년)
- 천의 얼굴을 가진 사나이 (1957년)
- 아퍼짓 섹스 (1956년)
- 그레이트 맨 (1956년)
- 미트 미 인 라스 베가스 (1956년)
- 프란시스 인 더 네이비 (1955년)
- 이유없는 반항 (1955년)
- 딥 인 마이 하트 (1954년)
- 아이 러브 멜빈 (1953년)
- 엔젤 페이스 (1953년)
- 데드라인 - U.S.A. (1952년)
- 돈 보더 투 노크 (1952년)
- 팻과 마이크 (1952년)
- 아이언 맨 (1951년)
- 아윌 씨 유 인 마이 드림스 (1951년)
- 당신을 원해요 (1951년)
- 빛나는 승리 (1951년)
- 엠 (1951년)
- 이지 리빙 (1949년)
- 그레이트 러버 (1949년)
- 스튜디오 원 (1948년)
- 벅스 버니 단편 - 어-래드-인 히스 램프 (1948년)